# Renate Fischer
Renate Fischer, z domu Köhler (ur. 1 lipca 1943 w Chemnitz) – niemiecka biegaczka narciarska reprezentująca NRD, srebrna medalistka mistrzostw świata.

## Kariera
Jej olimpijskim debiutem były igrzyska olimpijskie w Grenoble w 1968 roku. W swoim najlepszym indywidualnym starcie, w biegu na 5 km zajęła 14. miejsce. Ponadto wraz z koleżankami z reprezentacji zajęła szóste miejsce w sztafecie 3 × 5 km. Cztery lata później, podczas igrzysk olimpijskich w Sapporo jej najlepszym indywidualnym wynikiem było dziewiąte miejsce w biegu na 10 km. Tym razem w sztafecie zajęła szóste miejsce.
W 1970 roku wystartowała na mistrzostwach świata w Vysokich Tatrach. Osiągnęła tam największy sukces w swojej karierze wspólnie z Gabriele Haupt i Anną Unger zdobywając srebrny medal w sztafecie. Na tych samych mistrzostwach zajęła także piąte miejsce w biegu na 10 km.

## Osiągnięcia

### Igrzyska olimpijskie
| Miejsce | Dzień     | Rok  | Miejscowość | Konkurencja             | Czas biegu | Strata   | Zwyciężczyni     |
| ------- | --------- | ---- | ----------- | ----------------------- | ---------- | -------- | ---------------- |
| 16.     | 9 lutego  | 1968 | Grenoble    | 10 km stylem klasycznym | 36:46,5    | +2:40,9  | Toini Gustafsson |
| 14.     | 13 lutego | 1968 | Grenoble    | 5 km stylem klasycznym  | 16:45,2    | +40,3    | Toini Gustafsson |
| 6.      | 16 lutego | 1968 | Grenoble    | Sztafeta 3 × 5 km       | 57:30,0    | +2:03,9  | Norwegia         |
| 9.      | 6 lutego  | 1972 | Sapporo     | 10 km stylem klasycznym | 34:17,82   | +1:29,14 | Galina Kułakowa  |
| 14.     | 9 lutego  | 1972 | Sapporo     | 5 km stylem klasycznym  | 17:00,50   | +40,57   | Galina Kułakowa  |
| 5.      | 12 lutego | 1972 | Sapporo     | Sztafeta 3 × 5 km       | 48:46,15   | +2:12,30 | ZSRR             |

### Mistrzostwa świata
| Miejsce | Dzień     | Rok  | Miejscowość   | Konkurencja             | Czas biegu | Strata | Zwyciężczyni     |
| ------- | --------- | ---- | ------------- | ----------------------- | ---------- | ------ | ---------------- |
| 11.     | 16 lutego | 1970 | Wysokie Tatry | 5 km stylem klasycznym  | 18:07,89   | +44,59 | Alewtina Olunina |
| 5.      | 18 lutego | 1970 | Wysokie Tatry | 10 km stylem klasycznym | 36:19,00   | +53,99 | Alewtina Olunina |
| 2.      | 20 lutego | 1970 | Wysokie Tatry | Sztafeta 3 × 5 km       | 54:32,18   | +37,47 | ZSRR             |